# کن جیونگ
کن جیونگ (زاده ۱۳ ژوئیه ۱۹۶۹)کمدین، بازیگر و پزشک آمریکاییست. از فیلم‌هایی که وی در آن بازی کرده می‌توان به ماپت‌ها، خماری، برادرخوانده، مورمور۲: هالووین جن‌زده، رنج و گنج، نجات زویی، انتقام خزدار و پاین‌اپل اکسپرس اشاره کرد. او یکی از صداپیشگان انیمیشن‌های من نفرت‌انگیز، من نفرت‌انگیز ۲، توربو، پنگوئن‌های ماداگاسکار، مکیدن خون‌آشام، سودمند، فرار زوج‌ها، نورم از شمال و منقرض شده‌ها بوده‌است.
وی زاده شهر دیترویت در میشیگان است. پدرش یک مهاجر کره جنوبی بوده که در دانشگاه کارولینای شمالی تدریس می‌کرد.
جیونگ مدرک پزشکی‌اش را از دانشگاه کارولینای شمالی در چپل هیل و در سال ۱۹۹۶ گرفت. بعد از آن و همزمان با تحصیل برای تخصص داخلی، شروع به کار به عنوان یک کمدین نیز کرد. او دارای پروانه پزشکی در ایالت کالیفرنیا است.
همسر جیونگ، تران هو یک ویتنامی-آمریکایی است و همانند شوهرش، او نیز یک پزشک می‌باشد. این زوج صاحب دو دختر دوقلو به نام‌های الکسا و زویی هستند و در کالیفرنیای جنوبی زندگی می‌کنند.

## پیوند
کن جیونگ در بانک اطلاعات اینترنتی فیلم‌ها